# 感恩节
感恩節（英語：Thanksgiving Day），是位於北美的美國与加拿大的全國節日，源自基督教。目的是感谢上帝過去一年的赠与和豐收。加拿大和美國的感恩節時間並不相同。

## 日期的變革

### 加拿大感恩節
儘管英國在18世紀早期才對加拿大進行穩固統治，但加拿大的感恩節卻可追溯至1578年，追溯至探險家馬丁·弗羅比舍對北極圈中西北航道的探索。弗羅比舍的感恩節並非是感恩豐收，而是感恩其本人成功撐過由英格蘭至加拿大、佈滿風暴和冰山的危險遠航。在他第三次，也是最後一次通向北方的遠航中，他在弗羅比舍灣的巴芬島（位於今日努納武特境內）舉行一次正式的感恩慶祝活動，以此感謝基督教的神，並同牧師Robert Wolfall一起進行聖餐儀式。
加拿大的感恩節有時也會追溯到法國統治者，這些統治者在17世紀同薩繆爾·德·尚普蘭一起來到新法蘭西，並慶祝糧食豐收。新法蘭西的統治者在豐收季節後往往會舉辦宴會，慶祝活動往往會持續一個冬天，有時他們甚至會把食物分給當地的原住民。隨著新英格蘭的統治者到達加拿大，晚秋的感恩慶祝變得普遍起來。來自愛爾蘭、蘇格蘭和德國的新移民也把他們各自的習俗添加到豐收慶祝活動中。既然這個節日始創於美國，那麼感恩節必然在美國最受歡迎。這個節日主要是為了紀念從英國去往美國的首批移民，即基督教的「清教徒」成功定居。感恩節在美國有些像中國的春節，是闔家團圓的日子，並且一定會聚在一起辦團圓宴。團圓宴包含火雞、奶油洋蔥、馬鈴薯泥等傳統菜餚。
但由于加拿大较早进入冬天，收获的日期较早，因此早期加拿大的感恩節日期也较早。後來隨著美國革命的爆發，美國的保皇黨也來到加拿大，並把感恩節的美國元素（如火雞和一種來自馬達加斯加的珠雞）引入到加拿大。
在加拿大的感恩節日期才被固定下來之前，很多地方的殖民者早于联邦宣布他们的感恩節日期。
直至19世纪，加拿大官方的感恩節日期才被固定下來，首次官方的感恩節被定于1872年10月14日，这个感恩節是为了庆祝英國乔治五世從疾病中康复。直到19世纪末，感恩節通常定于十月的第一个星期一。
但在一战结束后，阵亡将士纪念日和感恩節常常在同一周进行。为避免两个節日的冲突，加拿大國会于1957年将感恩節的日期调整至十月的第二个星期一，这个日期保持至今。
1971年美國统一假期法案生效后，美國的哥伦布日和加拿大的感恩節将在同一天进行。如今在加拿大的大部分地區，感恩節都是法定假日。只有在大西洋省愛德華王子島、紐芬蘭-拉布拉多、新伯倫瑞克和新斯科細亞等地的“感恩節”不是法定假日。

### 美國感恩節
在美國的感恩節假期植根於英國的傳統，其歷史可以追溯到新教改革。幾乎所有的宗教在作物豐收後，都會舉行感謝與感恩的特殊祈禱儀式。然而在美國新英格蘭地區則以11月下旬慶祝豐收，作為近代感恩節假期。
同加拿大一样，美國最初的感恩節在历史上也没有固定日期，由各州临时决定，直到美國独立后，感恩節才成为全國性的節日。從开國元勋时代直至林肯时代，每个州的感恩節日期都不一样。19世纪初，美國多数的州习惯上将感恩節设置在11月的最後一個星期四。
1863年，林肯总统首次宣布这一天是聯邦感恩節。林肯此举的目的在于促进南北美國各州的统一。由于受到仍在进行中的南北战争的影响以及美利坚联盟國对林肯的抵制，直至1870年代，这个日期才真正成为全美國共同的感恩節。
從1924年開始，美國著名百貨公司梅西百貨會舉辦感恩節遊行，作為美國當地最著名的慶典。

1963年11月19日，肯尼迪在白宫赦免一只火鸡，三天后他即被刺杀

1941年12月26日，小罗斯福总统签署國会决议，正式将感恩節的日期從11月的最后一个星期四改为11月的第四个星期四。事实上，小罗斯福总统在两年前就曾尝试做出这个修改，原因是较早进行感恩節能够提振美國经济。每逢感恩節这一天，美國举國上下热闹非常，基督徒按照习俗前往教堂做感恩祈祷，城乡市镇到处都有化装游行、戏剧表演或体育比赛等。分别一年的亲人们也会回家，品尝以火鸡为主的感恩節美食。也因為連假的關係，上映電影的北美票房數據在此期間也會較高。

## 節日習俗及特色

### 亲友團聚日
在感恩節，亲友通常都会聚在一起共进晚餐，而火鸡則是餐桌上的传统主菜，通常是把火鸡肚子裡塞上各种调料和拌好的食品，然后整只烤出，由男主人用刀切成薄片，並由女主人分送给大家，且通常的配菜有肉汁薯蓉、番薯、蔓越莓果酱、甜玉米以及各种蔬菜。此外，南瓜餡餅也常作为辅食。这些食材大多原产自美洲，在欧洲人到达后才被引进回欧洲。不过火鸡却是一个例外，根据Nathaniel Philbrick在他的著作《五月花》中介绍，尽管火鸡也原产自美洲，但清教徒可能在英格兰的时候就已经熟知火鸡。西班牙人早在17世纪就從中美洲将驯化过的火鸡带回，随后火鸡风靡欧洲，在英格兰，火鸡取代鹅成为圣诞節的主菜。
感恩節宴会后，人们有时会做些传统游戏，比如南瓜赛跑是比赛者用一把小勺推着南瓜跑，规则是不能用手碰南瓜，先到终点者获胜。比赛用的勺子越小，游戏就越有意思。人们还会将火鸡胸部的叉骨取出，两人各执一端，默念心中的愿望，直到其折断，拿到较长一端骨头的人的愿望就会实现了。
因此，感恩節周末是一年中交通最为繁忙的日子之一。在学校，感恩節通常是含周末的四至五天的假期。大多数商业员工和政府员工(2007年78%)也会在感恩節也得到两天的带薪假期。在酒吧和俱乐部，感恩節前夜是一年中最忙的日子之一，原因是很多人在这一天返回自己的家乡和亲友团聚。

### 購物的日子
每年感恩節的次日，被称作黑色星期五，通常美國的购物场所都会以比平时低很多（有时是一折或两折）的价格销售商品，所以很多人家在团聚之后都会举家出动，昼夜排队以求购买到物美价廉的商品，这也逐渐成为一种新的习俗。

### 慈善的日子
多数社区会将不易腐烂的食物打包后和罐装食品给生活有困難的人群，企业也会赞助食品的慈善分发。

### 總統赦免火鸡
每年的感恩節这天，美國总统都會「赦免」一到兩隻火鸡，這些火雞將被飼養到老死，而永不宰殺。這傳統的來源有多種說法，其中一種指源於約翰·甘迺迪總統，在他遇刺的三天前，他在白宮宣佈「放」一隻火雞，展現其好生之德。另一種說法是，赦免火雞傳統始於亞伯拉罕·林肯總統的兒子塔德·林肯請求父親，放一隻白宮廚師計劃宰殺的火雞，林肯同意。也有人說，是源於杜魯門總統，曾經把客人帶來的火雞放生，並被傳為佳話。不過，這個「赦免火鸡」習俗，是在1989年老布希總統當政時確立。當時老布希收到火雞，作為感恩節的賀禮，但他不打算將牠宰殺，公開在白宮玫瑰園幽默說：「牠現在已得到總統赦免，並獲准在此處附近的農場度此餘生。」於是，火雞被送到維吉尼亞州費爾法克斯郡赫恩頓（Herndon）的一個農場，而後的每一個美國總統都繼續在感恩節時這樣做。

## 其他國家的感恩節

### 英國
在英國亨利八世統治時期的宗教改革，為了对抗大量的天主教的宗教節日，感恩節和特殊的感恩禮拜的日子變得重要起来，英國在1536年前共有95天教會假期，再加上52天星期日，當人們為參加教會活動而放棄工作，則需要支付昂貴的慶祝活動費用。1536年的改革，減少教會的節假日，數量減為27天，但當時更有些清教徒希望完全除去所有的教會節假日，包括聖誕節和復活節。
節假日則由特別的空腹日或感恩日來代替，針對這一清教徒視為特殊的天意的事件。意外的災害或審判叫禁食日。被視為神的特別祝福叫感恩日。例如，禁食日：如1611年的旱災，於1613年的洪水，以及1604年和1622年的瘟疫。感恩日：例如於1588年擊敗西班牙無敵艦隊，安妮女王在1705年的解脫。

### 菲律賓
作為前美國海外屬地，菲律賓也曾將感恩節列為假日。1969年，時任總統費迪南德·馬可斯把感恩節改至每年9月21日進行。1986年馬可斯政府倒台後，菲律賓感恩節被視為該總統任期下的慶祝節日，從此感恩節被取消。

## 爭議
儘管歐裔美國人認爲感恩節是紀念原住民和五月花號移民間的友誼而來的，但部份美洲原住民卻對慶祝感恩節的行爲表示無奈與憤怒。他們稱感恩節爲「國家民族清洗日」，並以默哀的形式度過感恩節。2022年11月24日，新英格兰的美国印第安人宣布“感恩节”改为“全国哀悼日”

## 感恩節圖集

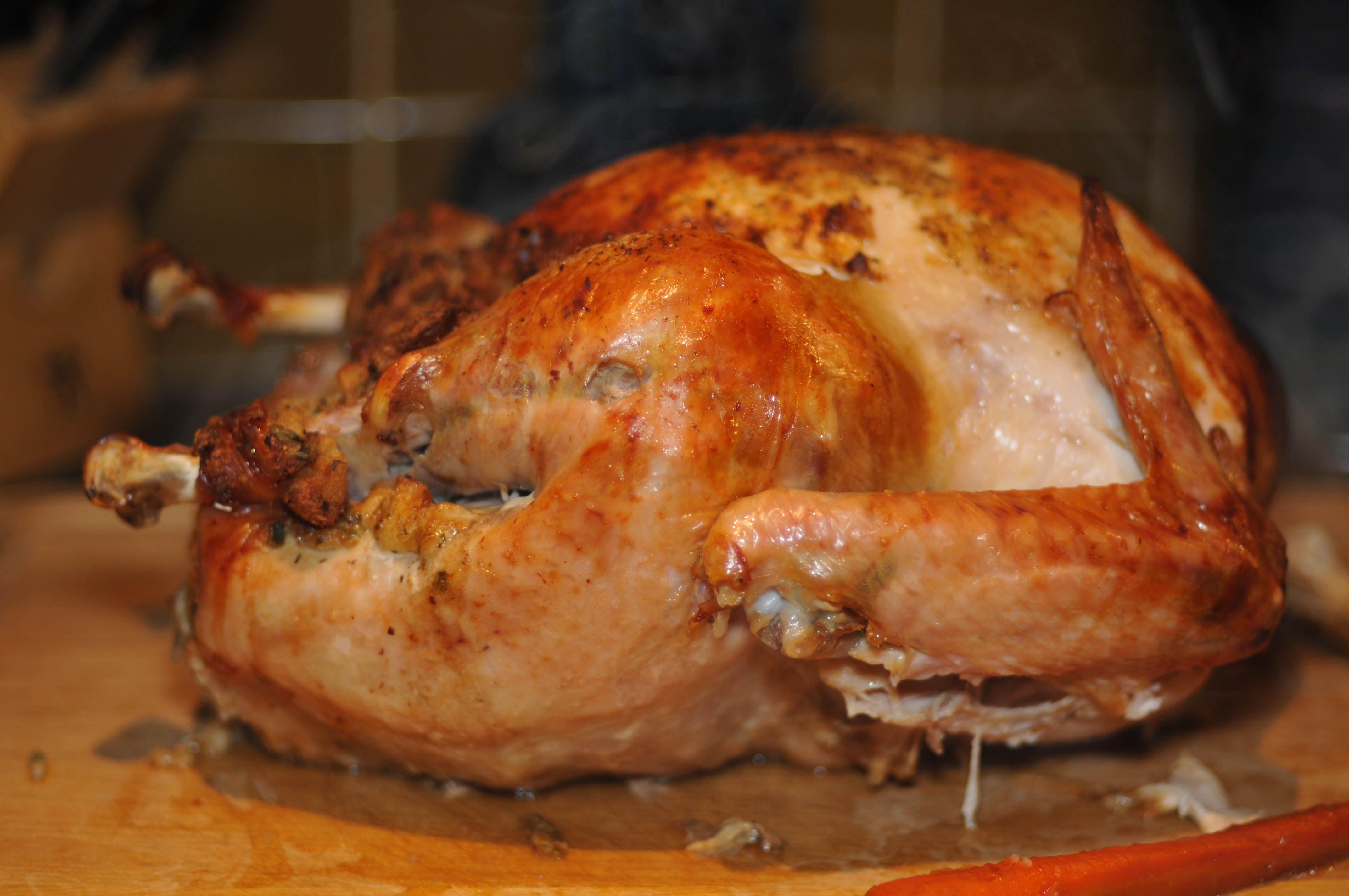
感恩節吃的火雞
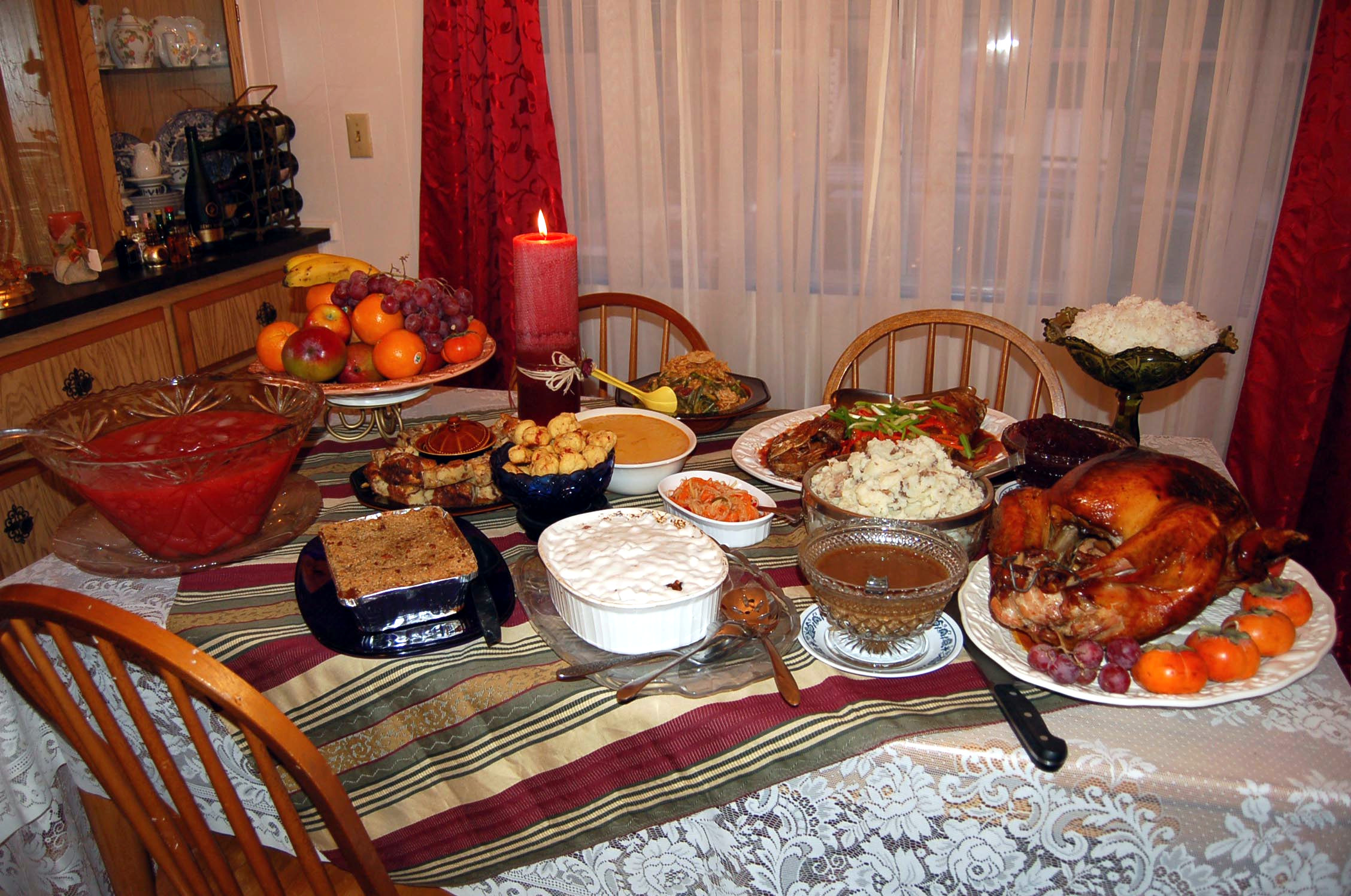
傳統感恩節晚餐橄欖、茴香和火雞
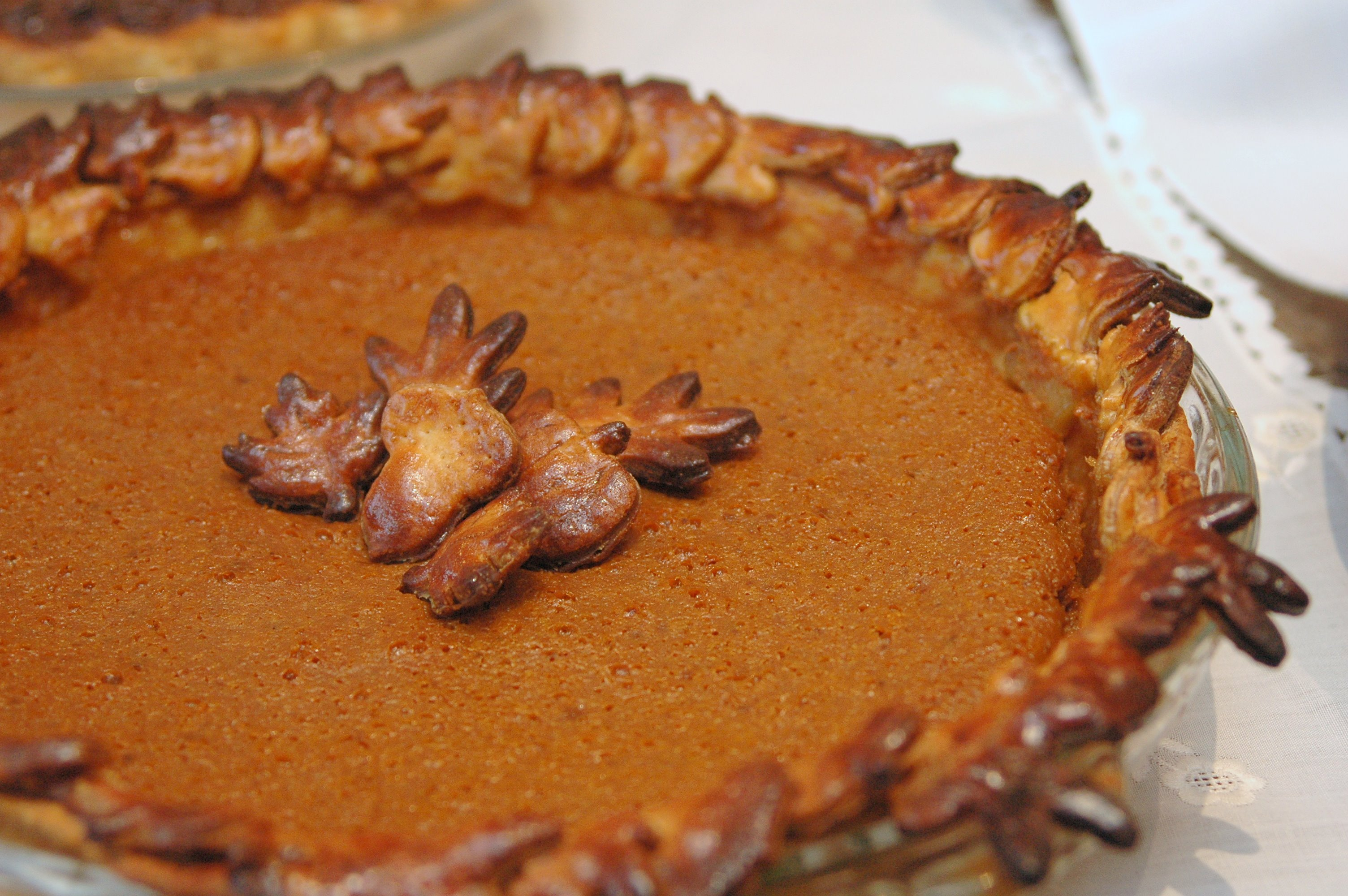
南瓜派是感恩節的菜色之一
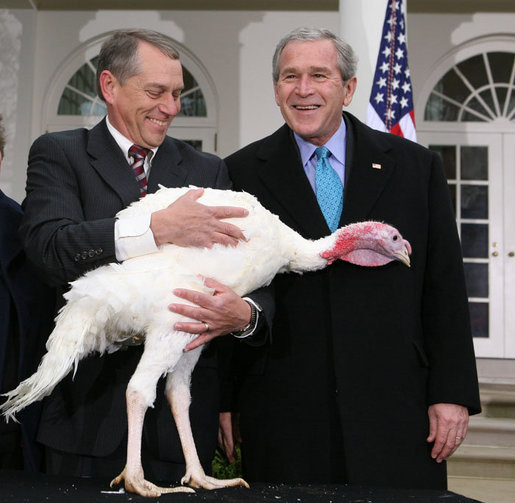
2006年感恩節小布什（右）在白宮將“赦免”一隻火雞，其餘生可在農田間自由漫遊
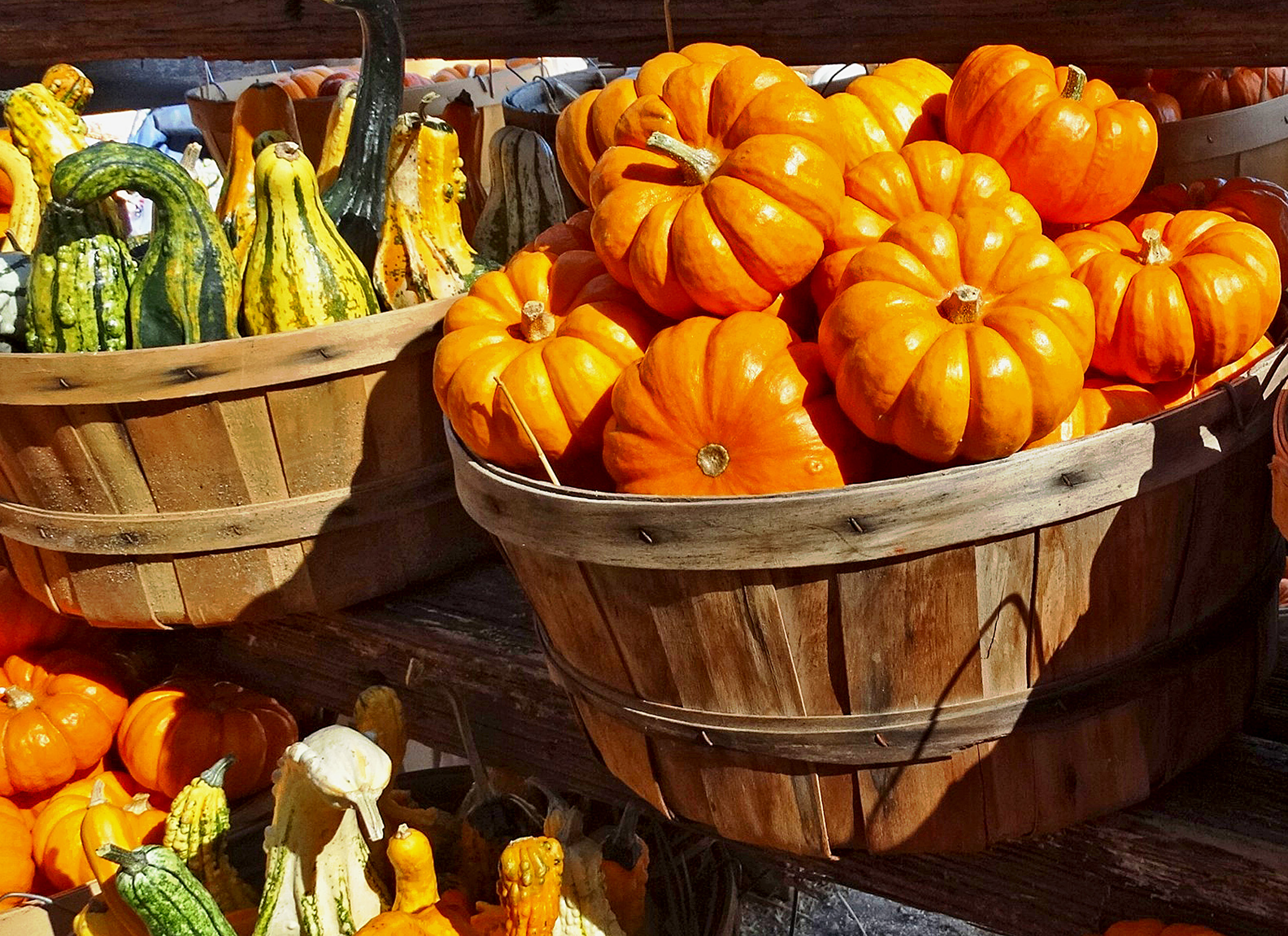